# ISO 3166-2:BR

ISO 3166-2:BR

ISO 3166-2:BR là chuẩn ISO định nghĩa mã địa lý. Nó là tập con của ISO 3166-2 áp dụng cho Brasil, đại diện cho 1 vùng và 26 bang. Mỗi mã hai phần bao gồm mã ISOhxics 3166-1 cho Brasil (BR) và ký tự 2 chữ số.

## Mã
| BR-AC | Acre                |
| BR-AL | Alagoas             |
| BR-AM | Amazonas            |
| BR-AP | Amapá               |
| BR-BA | Bahia               |
| BR-CE | Ceará               |
| BR-DF | Distrito Federal    |
| BR-ES | Espírito Santo      |
| BR-GO | Goiás               |
| BR-MA | Maranhão            |
| BR-MG | Minas Gerais        |
| BR-MS | Mato Grosso do Sul  |
| BR-MT | Mato Grosso         |
| BR-PA | Pará                |
| BR-PB | Paraíba             |
| BR-PE | Pernambuco          |
| BR-PI | Piauí               |
| BR-PR | Paraná              |
| BR-RJ | Rio de Janeiro      |
| BR-RN | Rio Grande do Norte |
| BR-RO | Rondônia            |
| BR-RR | Roraima             |
| BR-RS | Rio Grande do Sul   |
| BR-SC | Santa Catarina      |
| BR-SE | Sergipe             |
| BR-SP | São Paulo           |
| BR-TO | Tocantins           |

| Quận thuộc Liên bnag | Quận thuộc Liên bnag |
| -------------------- | -------------------- |
| Distrito Federal     | BR-DF                |
| Bang                 |                      |
| Acre                 | BR-AC                |
| Alagoas              | BR-AL                |
| Amapá                | BR-AP                |
| Amazonas             | BR-AM                |
| Bahia                | BR-BA                |
| Ceará                | BR-CE                |
| Espírito Santo       | BR-ES                |
| Goiás                | BR-GO                |
| Maranhão             | BR-MA                |
| Mato Grosso          | BR-MT                |
| Mato Grosso do Sul   | BR-MS                |
| Minas Gerais         | BR-MG                |
| Pará                 | BR-PA                |
| Paraíba              | BR-PB                |
| Paraná               | BR-PR                |
| Pernambuco           | BR-PE                |
| Piauí                | BR-PI                |
| Rio de Janeiro       | BR-RJ                |
| Rio Grande do Norte  | BR-RN                |
| Rio Grande do Sul    | BR-RS                |
| Rondônia             | BR-RO                |
| Roraima              | BR-RR                |
| Santa Catarina       | BR-SC                |
| São Paulo            | BR-SP                |
| Sergipe              | BR-SE                |
| Tocantins            | BR-TO                |